# Chloropipo flavicapilla
Chloropipo flavicapilla е вид птица от семейство Манакинови (Pipridae). Видът е почти застрашен от изчезване.

## Разпространение
Видът е разпространен в Еквадор и Колумбия.